# Zeca Gavião
Pepkrakte Jakukreikapiti Ronore Konxarti (nascido em 5 de agosto de 1966), mais conhecido como Zeca Gavião é um técnico de futebol brasileiro, atualmente no comando do Gavião Kyikatejê Futebol Clube, primeiro time com formação completa composta por jogadores indígenas de diferentes etnias. Ele também atua como presidente do clube, que fica no município de Bom Jesus do Tocantins, no Pará.
O cacique da aldeia Kyikatejê ("povo do rio acima" na língua Timbira Oriental, da família Jê) é também o primeiro indígena brasileiro com curso superior em Futebol. Formou-se em 2022, por uma universidade da cidade de Joinville, em Santa Catarina.